# Parafia Matki Bożej Szkaplerznej w Raduniu
Parafia pw. Matki Bożej Szkaplerznej w Raduniu – parafia rzymskokatolicka, należąca do dekanatu Choszczno, archidiecezji szczecińsko-kamieńskiej, metropolii szczecińsko-kamieńskiej. W parafii posługują księża diecezjalni. Według stanu na wrzesień 2018 proboszczem parafii był ks. Artur Minierski. 

## Miejsca święte

### Kościół parafialny
Kościół Matki Bożej Szkaplerznej w Raduniu

### Kościoły filialne i kaplice
- Kościół św. Apostołów Piotra i Pawła w Nowym Klukomiu[1]
- Kościół Miłosierdzia Bożego w Smoleniu[1]